# Joan Cusack

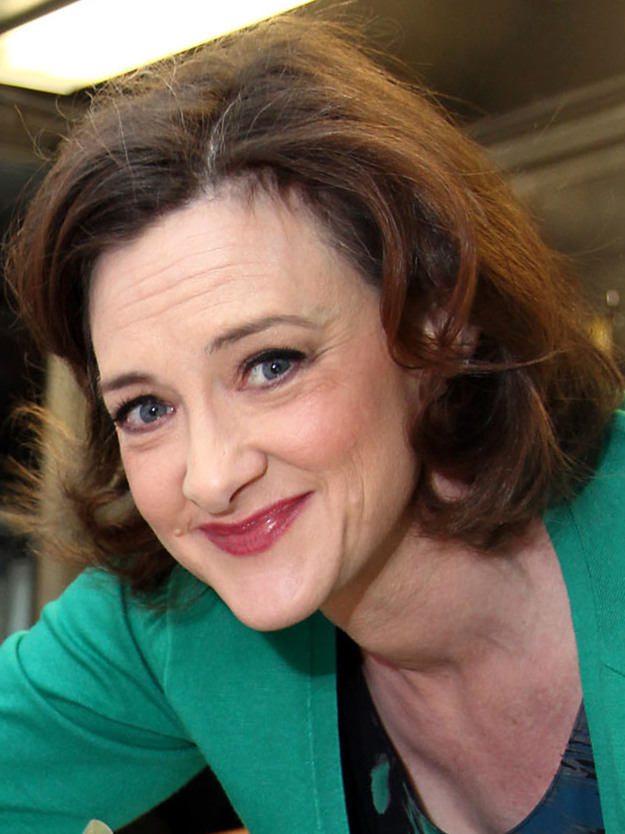
Joan Cusack (2009)

Joan Mary Cusack (* 11. Oktober 1962 in New York City) ist eine US-amerikanische Schauspielerin.

## Leben und Karriere
Joan Cusacks Vater Richard Cusack, wie auch ihre Geschwister Ann, Bill, John und Susie, waren oder sind ebenfalls Schauspieler. Vor allem gemeinsam mit ihrem Bruder John ist Joan häufig in Filmen zu sehen, wie in Ein Mann – ein Mord oder in High Fidelity.
Cusacks Rollenrepertoire umfasst sowohl empfindsame, schrille bis komische als auch bösartige Charaktere. Sie trat 1985 in der Fernsehsendung Saturday Night Live auf. Danach spielte sie in zahlreichen Komödien wie Toys – Tödliches Spielzeug (1992, neben Robin Williams und Michael Gambon) oder Nine Months (1995, neben Hugh Grant und Julianne Moore) und ist auch durch ihre Synchronsprecherin (Philine Peters-Arnolds) in vielen Filmen bekannt. Für ihre Rolle in dem Film Die Waffen der Frauen (1988), in dem sie neben Harrison Ford, Sigourney Weaver und Melanie Griffith spielte, gewann sie den American Comedy Award und wurde für den Oscar nominiert. Eine weitere Oscar-Nominierung erhielt sie für In & Out (1997), der ihr ebenfalls eine Nominierung für den Golden Globe brachte und für den sie den American Comedy Award sowie den Golden Satellite Award gewann.
Cusack ist seit 1993 mit Richard Burke, ehemaliger CEO von Envoy Global Inc. (vormals: VISANOW Global Immigration), verheiratet und hat mit ihm zwei Söhne.

## Filmografie (Auswahl)
- 1980: Die Schulhofratten von Chicago (My Bodyguard)
- 1984: Das darf man nur als Erwachsener (Sixteen Candles)
- 1987: Nachrichtenfieber – Broadcast News (Broadcast News)
- 1987: Die Nachtschwärmer – The Allnighter (The Allnighter)
- 1988: Die Waffen der Frauen (Working Girl)
- 1988: Die Mafiosi-Braut (Married to the Mob)
- 1989: Teen Lover (Say Anything...)
- 1990: My Blue Heaven
- 1992: Toys
- 1992: Ein ganz normaler Held (Hero)
- 1993: Die Addams Family in verrückter Tradition (Addams Family Values)
- 1994: Corrina, Corrina
- 1995: Nine Months
- 1995: Two Much – Eine Blondine zuviel (Two Much)
- 1996: Mr. Wrong – Der Traummann wird zum Alptraum (Mr. Wrong)
- 1997: Ein Mann – ein Mord (Grosse Pointe Blank)
- 1997: A Smile Like Yours – Kein Lächeln wie Deins (A Smile Like Yours)
- 1997: In & Out
- 1999: Toy Story 2 (Stimme)
- 1999: Arlington Road
- 1999: Das schwankende Schiff (Cradle Will Rock)
- 1999: Die Braut, die sich nicht traut (Runaway Bride)
- 2000: High Fidelity
- 2000: Wo dein Herz schlägt (Where the Heart Is)
- 2002: Das größte Muppet Weihnachtsspektakel aller Zeiten (It’s a very merry Muppet Christmas Movie)
- 2003: School of Rock
- 2003: Looney Tunes: Back in Action
- 2004: Liebe auf Umwegen (Raising Helen)
- 2005: Die Eisprinzessin (Ice Princess)
- 2005: Himmel und Huhn (Chicken Little)
- 2006: Freunde mit Geld (Friends With Money)
- 2007: Mein Kind vom Mars (Martian Child)
- 2008: War Inc. – Sie bestellen Krieg: Wir liefern (War, Inc.)
- 2008: Kit Kittredge: An American Girl
- 2009: Shopaholic – Die Schnäppchenjägerin (Confessions of a Shopaholic)
- 2009: Beim Leben meiner Schwester (My Sister’s Keeper)
- 2010: Toy Story 3 (Stimme)
- 2010: Milo und Mars (Mars Needs Moms)
- 2010: Law & Order: Special Victims Unit (Fernsehserie, Folge 12x01)
- 2011–2015: Shameless (Fernsehserie)
- 2012: Vielleicht lieber morgen (The Perks of Being a Wallflower)
- 2014: Welcome to Me
- 2015: Freaks of Nature
- 2015: The End of the Tour
- 2016: Popstar: Never Stop Never Stopping
- 2017, 2019: Eine Reihe betrüblicher Ereignisse (A Series of Unfortunate Events, Fernsehserie, 4 Folgen)
- 2017: Mädeltrip (Snatched)
- 2017: Unicorn Store
- 2018: Plötzlich Familie (Instant Family)
- 2019: Tage wie diese (Let It Snow)
- 2020: Homecoming (Fernsehserie, 3 Folgen)